# Чандари (Гурджанский муниципалитет)
Чандари (груз. ჭანდარი) — село в Грузии. Находится в Гурджаанском муниципалитете края Кахетия. Высота над уровнем моря составляет 450 метров. Население — 1678 человек (2014).
Расположено на северо-восточных склонах Гомборского хребта на высоте 450 м над уровнем моря, в пяти км от Гурджаани. В селе действует винзавод.